# São Bento do Trairi
São Bento do Trairi, município no estado do Rio Grande do Norte (Brasil). De acordo com Estimativa realizado pelo Instituto Brasileiro de Geografia e Estatística no ano 2024, sua população é de 3.892 habitantes. Área territorial de 190 km².